# أرت لارسن
أرت لارسن (بالإنجليزية: Art Larsen) مواليد 17 أبريل 1925 في كاليفورنيا، الولايات المتحدة - الوفاة 7 ديسمبر 2012 في سان ليندرو، الولايات المتحدة، كان لاعب كرة مضرب أمريكي بدأ مسيرته كمحترف سنة 1948 وكان يلعب باليد اليسرى، اعتزل اللعب في 1956. كما أنه أحد أبطال الجراند سلام. أعلى تصنيف له في الفردي كان المركز الـ 3 في سنة 1950.

## الميداليات
| الميدالية | المسابقة                    |
| --------- | --------------------------- |
| ذهبية     | دورة الألعاب الأمريكية 1955 |

## روابط خارجية
- أرت لارسن على موقع رابطة محترفي التنس (الإنجليزية)
- أرت لارسن على موقع الاتحاد الدولي لكرة المضرب (الإنجليزية)
- أرت لارسن على موقع كأس ديفيز (الإنجليزية)
- أرت لارسن على موقع قاعة مشاهير كرة المضرب الدولية (الإنجليزية)
- أرت لارسن على موقع بطولة ويمبلدون (الإنجليزية)
- أرت لارسن على موقع خلاصة التنس.كوم (الإنجليزية)